# Paço de Arcos
Paço de Arcos és un llogaret de la freguesia d'Oeiras i Sâo Julião da Barra, Paço de Arcos i Caxias, del municipi d'Oeiras, a la costa de Lisboa, a la vora de les platges més atlàntiques de l'estuari del Tejo. Creada el 16 de gener de 2013, resultant de l'extinció de la freguesia del mateix nom, a la vila de Paço de Arcos li diuen els seus habitants "la vila més encisadora de Portugal".
El topònim prové del Palau dos Arcos, l'edifici més important de la vila, a què el poble anomenava "Palau" perquè el rei Manuel I, el Venturós, i la seua filla Dona Maria s'havien hostatjat algunes voltes en aquest palau, per participar en caceres a la quinta i a la partida de les caravel·les cap a l'Índia. Hui aquest palau alberga és un hotel.

## Població
| Població de la freguesia de Paço de Arcos | Població de la freguesia de Paço de Arcos | Població de la freguesia de Paço de Arcos | Població de la freguesia de Paço de Arcos | Població de la freguesia de Paço de Arcos | Població de la freguesia de Paço de Arcos | Població de la freguesia de Paço de Arcos | Població de la freguesia de Paço de Arcos | Població de la freguesia de Paço de Arcos | Població de la freguesia de Paço de Arcos | Població de la freguesia de Paço de Arcos | Població de la freguesia de Paço de Arcos | Població de la freguesia de Paço de Arcos | Població de la freguesia de Paço de Arcos | Població de la freguesia de Paço de Arcos |
| ----------------------------------------- | ----------------------------------------- | ----------------------------------------- | ----------------------------------------- | ----------------------------------------- | ----------------------------------------- | ----------------------------------------- | ----------------------------------------- | ----------------------------------------- | ----------------------------------------- | ----------------------------------------- | ----------------------------------------- | ----------------------------------------- | ----------------------------------------- | ----------------------------------------- |
| 1864                                      | 1878                                      | 1890                                      | 1900                                      | 1911                                      | 1920                                      | 1930                                      | 1940                                      | 1950                                      | 1960                                      | 1970                                      | 1981                                      | 1991                                      | 2001                                      | 2011                                      |
|                                           |                                           |                                           |                                           |                                           |                                           | 3 723                                     | 5 567                                     | 5 486                                     | 8 413                                     | 11 133                                    | 19 645                                    | 16 818                                    | 23 496                                    | 15 315                                    |

Creada pel decret núm. 12.783, de 07/12/1926, amb llogarets desannexats de la freguesia d'Oeiras i Sâo Julião da Barra. Amb llocs d'aquesta se'n crearen al 1993 les de Porto Salvo i Queijas i al 2001, la de Caxias.

## Història

### Era monàrquica
Abans de tot, hi havia una quinta on Alfons V hi fou a vegades de cacera. Però és a la fi del segle xv quan es conclou el Palau de Arcos, pertanyent al capità Antão Martins Homem. La família Homem és antiquíssima, “procedeix dels reis gots, que van florir amb successió continuada, de l'any 700 en endavant” (Rogério d'Oliveira Gonçalves) i és una propietat nobiliària. La quinta de Paço de Arcos va marcar el caràcter d'Oeiras, sent la primera de les moltes finques de lleure que hi sorgiren. És una de les més frondoses zones riberenques de Lisboa, i hi han caçat o estiuejat molts governants i aristòcrates lisboetes.
A prop de 300 metres de Paço dos Arcos es construïren els Forns de Calç, probablement en el segle xvi, i en data de 1582 la referència més antiga. Aquest conjunt de 5 forns constituïren durant segles una important activitat econòmica de la zona.
El majorat de Paço de Arcos el creà a la fi del segle XVII Dona Teresa Eufrásia de Meneses, hereva de la seua germana més gran, Dona Maria Clara de Meneses, que edificà la Capella del Senyor Jesús dels Navegants. Al voltant d'aquesta època, hi passaria la dona de Joan V, Dona Maria Anna d'Àustria. Però Dona Teresa Eufrásia de Meneses, com la seua germana, no podia tenir fills. Llavors va llegar el majorat de Paço de Arcos a Jorge Henriques, senyor d'Alcáçovas. Més tard s'hi alçà el fort de Sâo Pedro de Paço de Arcos.
El 7 de juny de 1759 es crea el municipi d'Oeiras. La jurisdicció de les terres és atribuïda en carta règia pel rei Josep I al seu primer ministre, que esdevé 1r comte d'Oeiras, més tard marqués de Pombal. Paço de Arcos va ser també conegut per les seues pedreres (hui tancades): es construí amb pedra de Paço de Arcos el famós Arc de la Rua Augusta, per exemple. En aquest segle també el Palau d'Arcos fou restaurat.
En el segle xix Paço de Arcos es relaciona amb el patró Joaquim Lopes, individu famós pels seus salvaments als naufragis que ocorrien. Era una zona balneària molt important, que atreia la mitjana i alta burgesia de la capital. Ferran II, el creador de la Sintra romàntica, assistia a les cèlebres regates de Paço de Arcos, com son fill Lluís I i Maria Pia de Savoia. Però és sobretot a partir del regnat de Lluís I que Cascais comença a guanyar protagonisme, a mitjan segle XIX. Però, Paço de Arcos continuà sent escenari de fets importants en la història de Portugal.

### Modernisme
Al 1889 s'inaugura la línia de ferrocarril Lisboa-Cascais, amb el tren de vapor, i l'estació ferroviària de Paço de Arcos. A la fi de la primera dècada del segle xx, Manuel II encara dormí al palau al setembre de 1910, per a assistir a assaigs militars, poc temps abans de la proclamació de la República. El 1911, ja en la Primera República, s'hi crea la Companyia d'Especialistes, actual Centre Militar d'Electrònica.
Més tard durant el període de dictadura militar, el 7 de desembre de 1926 (decret núm. 12.783), Paço de Arcos és elevada la vila, resultant del desmembrament del territori de la freguesia de Nossa Senhora da Purificação de Oeiras, fent-se'n així la segona del municipi d'Oeiras. Durant gran part del segle XX aquesta petita vila fou un lloc de passada i de dormitori. Destaca als anys 1940 la construcció de l'avinguda Marginal per l'Estado Novo, que va permetre millorar l'accessibilitat a la vila per la zona riberenca. En gener de 1963, Valentim de Carvalho inaugura un estudi d'àudio en la llavors freguesia de Paço de Arcos, una instal·lació pionera en aquesta àrea, per on passaren alguns dels majors noms de la música portuguesa (entre altres, Amália Rodrigues o António Variaçôes). Hi destaca també, el 1972, la inauguració de l'Escola Nàutica Infant Henrique.

### Globalització
A partir dels anys 1980, Oeiras desenvolupa activitats terciàries en ciència i recerca, tecnologia d'informació i comunicació. El centre històric de Paço de Arcos comença al 1995 a sofrir modificacions importants, que requalificaren l'espai urbà i el patrimoni.
El 2013, en l'àmbit de la reforma territorial, la freguesia de Paço de Arcos s'afig a la de Caxias i a la d'Oeiras i S. Julião da Barra, i esdevé la 4a freguesia més populosa de Portugal. La freguesia de Paço de Arcos fou extinta el 16 de gener de 2013 com moltes altres en la reforma administrativa, amb prop de 3,4 km² i 15.315 habitants (2011). S'uní per formar una divisió administrativa major, Oeiras i S. Julião da Barra, Paço de Arcos i Caxias. Mesos després el Palau d'Arcos obri com a hotel.
L'estació de Paço de Arcos dona accés a algunes de les més importants estructures d'Oeiras, és també l'estació de la línia de Cascais més propera al Parc dels Poetes.

## Patrimoni

### Històric
- Palau/Paço de Arcos
- Casa da Dízima
- Forns de calç
- Capella del Senyor Jesús dels Navegants
- Palau Flor da Murta

- Fort de Nossa Senhora de Porto Salvo
- Fort de Sâo Pedro de Paço de Arcos